# 大沽口炮台
大沽口炮台原为中国明清时期北方海防的军事防御设施之一，是三次大沽口战役的主战场。该遗址目前位於中國天津市滨海新区东炮台路。目前，大沽口炮台被中华人民共和国国务院批准为全国重点文物保护单位，天津市文物保护单位和中华人民共和国全国爱国主义教育示范基地，目前为大沽口炮台博物馆和大沽口炮台遗址公园，为“津門十景”之一。

## 历史

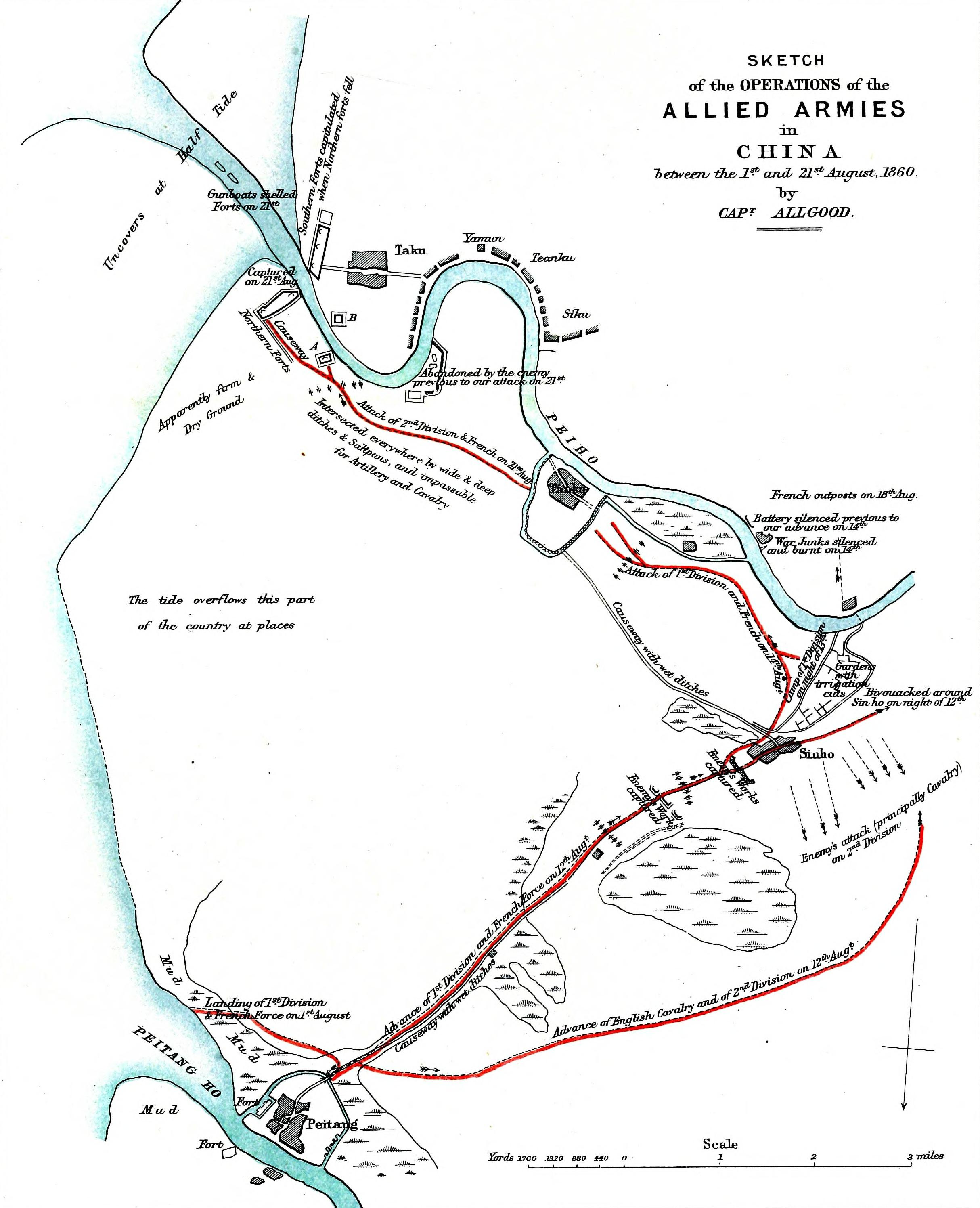
大沽口炮台地图

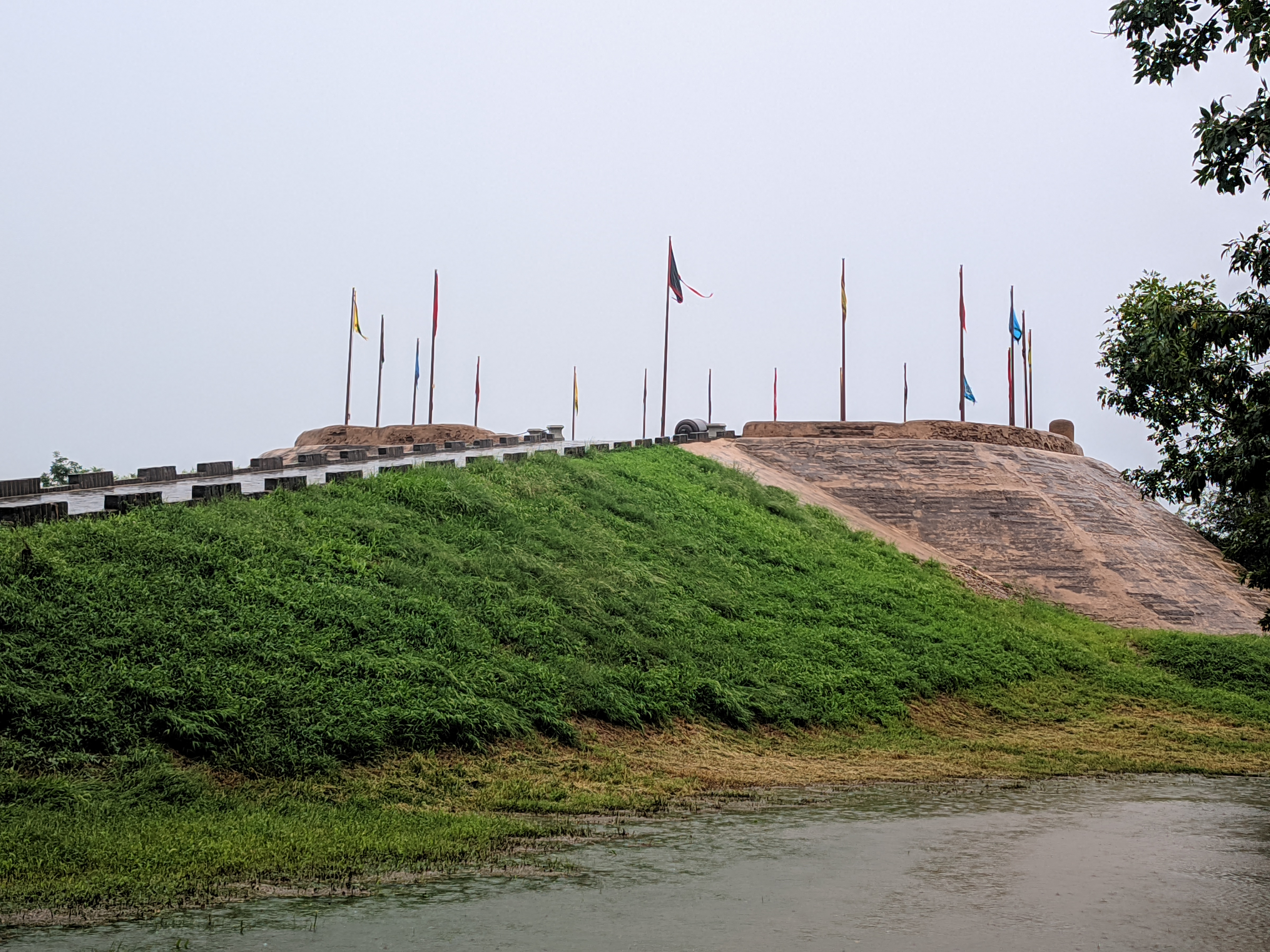
大沽口炮台遗址

大沽口炮台最初建于明代嘉靖年间，由早年曾驻防天津卫的戚继光督造。清代道光二十一年（1841年），清政府对大沽炮台进行了修建和维护。清代咸丰八年（1858年）继续维修扩充，其中南岸增设三座炮台，北岸增设两座炮台，并且分别以“威”、“震”、“海”、“门”和“高”五字为名号。至此，大沽口炮台共有大型炮台六座，小型炮台二十五座，置大小炮六十四尊。
1858年5月20日，英法联军以六艘炮艇掩护陆战队近千人向炮台侧面登陆，清军发炮反击，杀伤近百名联军士兵。直隶总督谭廷襄却弃守逃亡，炮台守军孤立无援，清军大约300多人战死，南北炮台陆续被英法联军攻占。1859年6月20日，英、法、美三国公使到达大沽口外，清政府要求公使往北方北塘登陆并由清军保护到北京换约，但遭到拒绝。

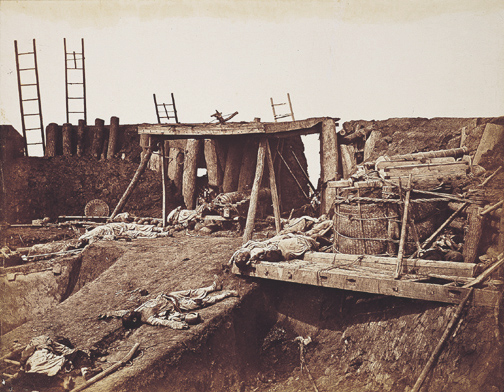
1860年8月21日，大沽炮台被英法联军攻陷后的景象

1859年6月25日，英法联军发兵进攻大沽口展开第二次大沽口之战，英海军司令贺布亲带领12艘军舰于下午三时攻击大沽口炮台，清政府守军发炮反击使英法军舰遭受损伤，有四艘联军军舰被击沉。此后，英法联军屡屡遭受重创于当日夜间撤退。1860年8月1日，英法联军出动军舰30多艘和陆战队5,000人在北塘附近顺利登陆展开第三次大沽口之战。英法联军之后陆续攻下新河和塘沽，接着从大沽炮台之北侧进攻，清军在奋战后溃败，北炮台被联军攻下。僧格林沁以咸丰之令放弃南炮台，剩余清军撤退到天津，大沽口自此完全落入联军控制。

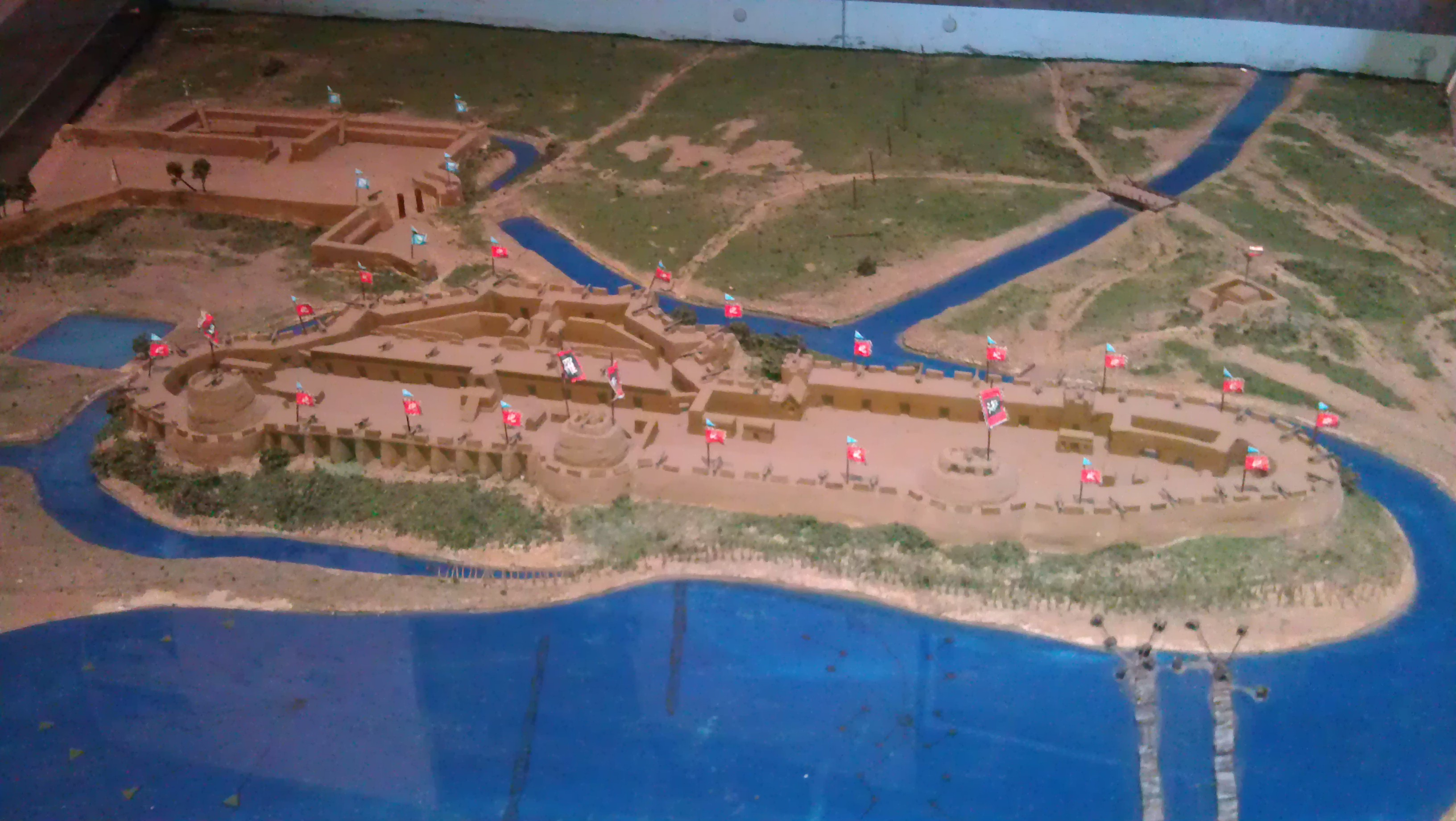
清末大沽口炮台驻防复原图

清代同治九年（1870年），清政府继续对大沽炮台进行了修建與维护。清代光绪元年（1875年），清政府再次对原有炮台进行了整修和扩建。1900年，提督罗荣光率守军及义和团在大沽口炮台迎擊八国联军，為大沽口炮台之战。因清朝戰敗，根據清朝與八國聯軍簽署的《辛丑條約》規定，列強要求清政府将大沽口炮台拆毀，最後在南岸與海河北岸各留下一座碉堡，但兩處距離海岸線都有段距離，已無防禦用途。
1988年，中华人民共和国国务院将大沽口炮台遗址公布为全国重点文物保护单位。2005年，中共中央宣传部又将大沽口炮台遗址命名为中华人民共和国全国爱国主义教育示范基地。

## 大沽口炮台博物馆

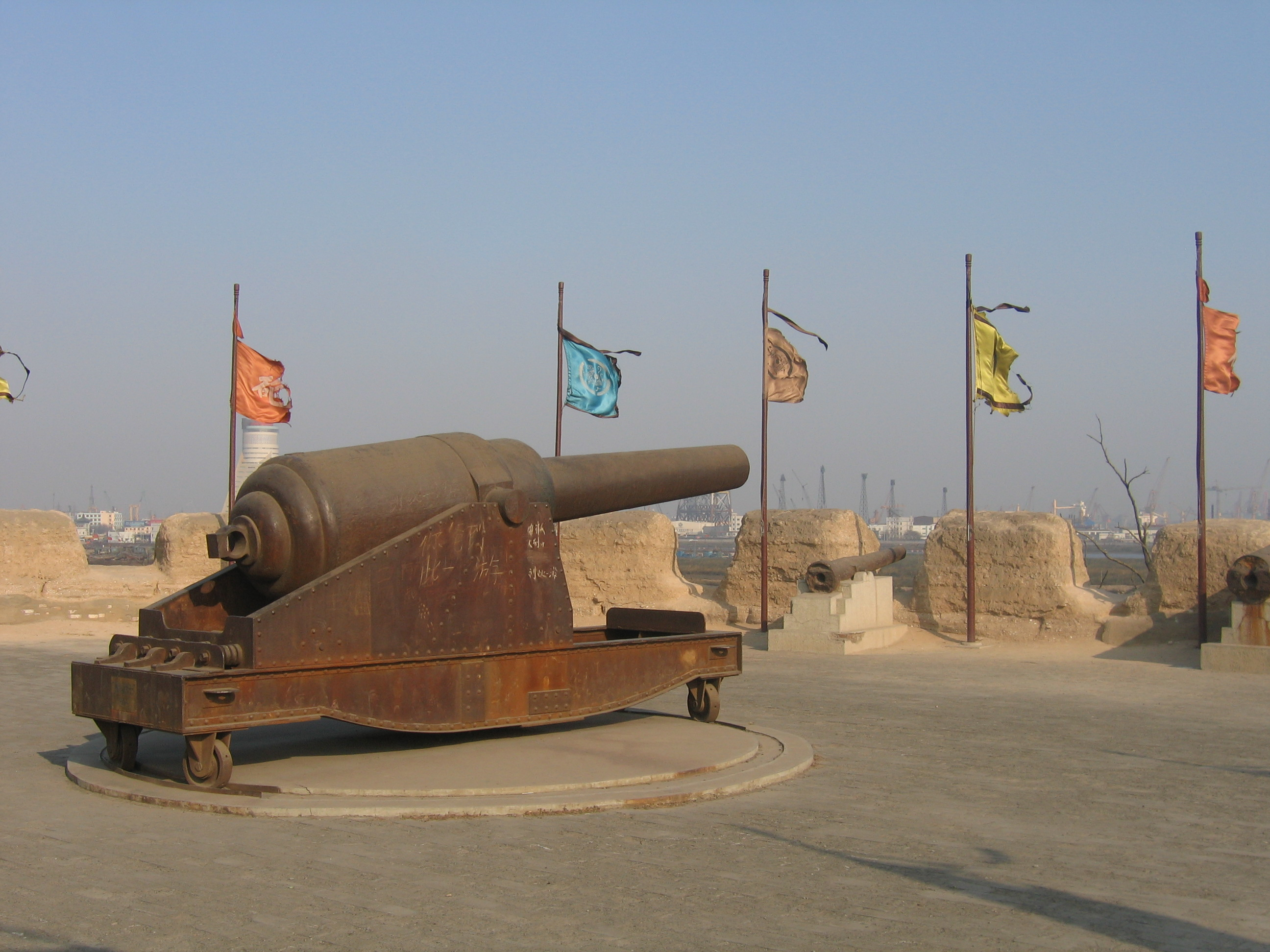
2005年的大沽口炮台

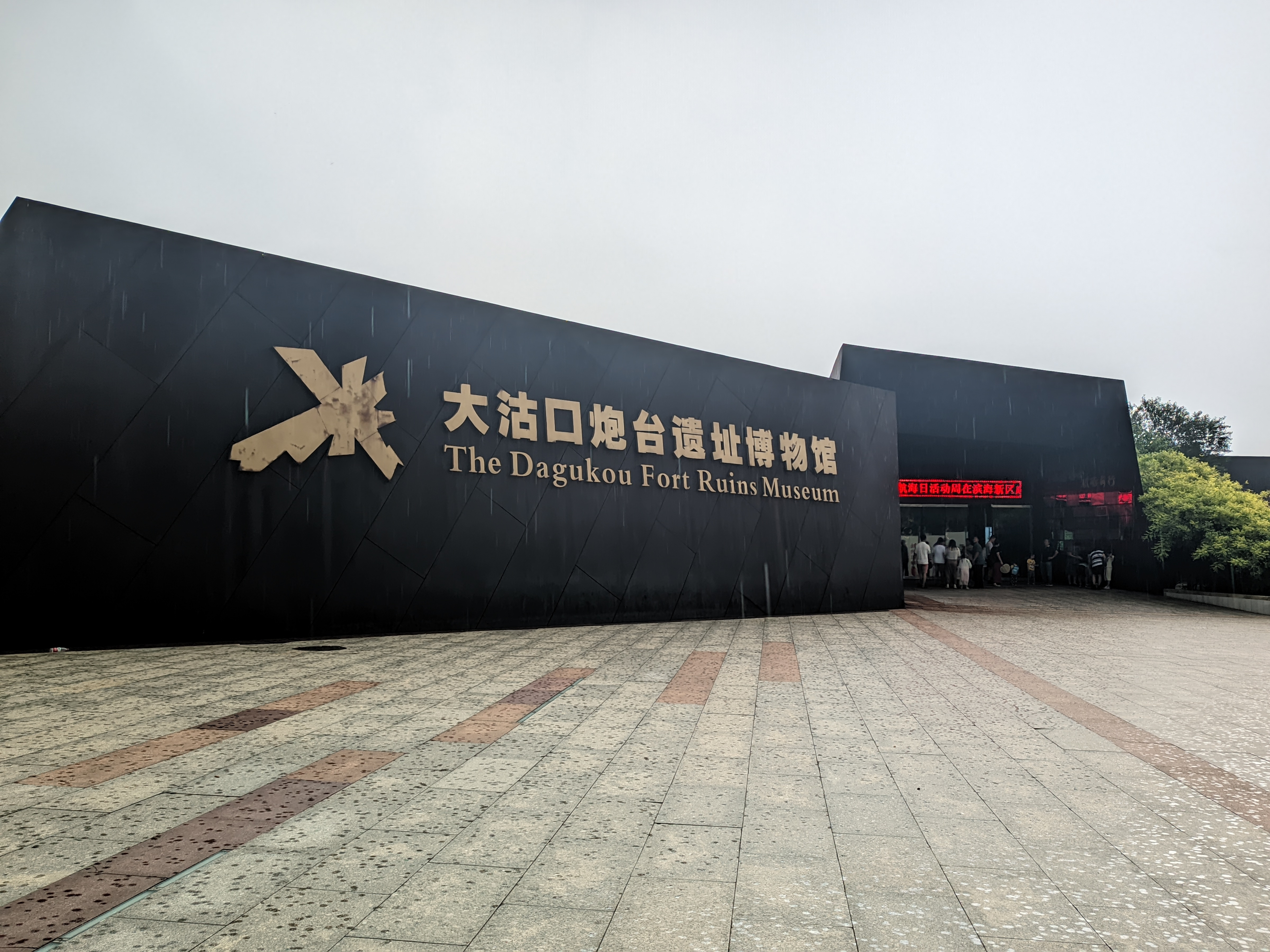
大沽口炮台遗址博物馆

大沽口炮台博物馆占地面积为1000余平方米，总建筑面积为3585平方米，设计造型为“不规则放射状”，整体建筑材料为锈钢板，博物馆内部分为展厅、临时展厅、放映厅、库房和其他附属用房等。展厅内设有四大展区，主题分别为“大沽口”、“战争”、“辛丑条约”、“永远的大沽口”。其中，“大沽口”主题展厅展现了大沽口的历史地位和战略地位。“战争”主题展厅展现了展馆外主题纪念公园中的展品和战争的效果。“辛丑条约”主题展厅展现了辛丑条约签订的过程。“永远的大沽口”主题展厅透过该展厅的玻璃窗重点介绍了大沽口炮台遗址。

## 外部連結
- 大沽口南北两岸营垒全图 （页面存档备份，存于）